# Хирвасъярви (озеро, Суоярвский район)
Хи́рвасъя́рви (Хирвас-ярви; фин. Hirvasjärvi) — озеро на территории Лоймольского сельского поселения Суоярвского района Республики Карелия.

## Общие сведения
Площадь озера — 4 км², площадь водосборного бассейна — 13,1 км². Располагается на высоте 174,7 метров над уровнем моря.
Форма озера лопастная, продолговатая: вытянуто с северо-запада на юго-восток. Берега каменисто-песчаные, местами заболоченные.
Озеро является начальным звеном в цепочке соединённых короткими протоками озёр, конечным из которых является озеро Ала-Толваярви:
Хирвасъярви → Толвоярви → Юриккаярви → Сариярви → Юля-Толваярви → Сарсаярви → Ала-Толваярви. Из озера Ала-Толваярви вытекает река Толвайоки, которая впадает в озеро Виксинселькя, из которого, далее, через реку Койтайоки воды, протекая по территории Финляндии, в итоге попадают в Балтийское море.
В озере около полутора десятка безымянных островов различной площади, однако их количество может варьироваться в зависимости от уровня воды.
У юго-восточной оконечности озера проходит дорога местного значения, идущая из посёлка Вегарус к госгранице.
Название озера переводится с финского языка как «оленье озеро».
Код объекта в государственном водном реестре — 01050000111102000011721.

## Панорама

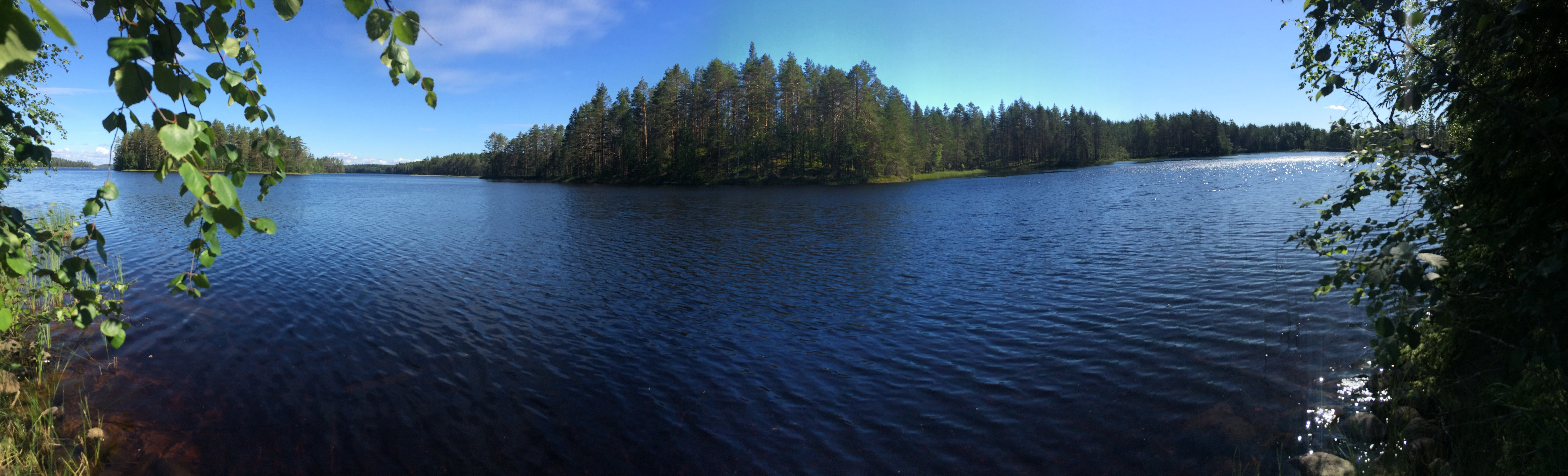
Панорама